# Gümüş
Gümüş è un serial televisivo turco composto da 100 puntate suddivise in tre stagioni, trasmesso su Kanal D dal 20 gennaio 2005 al 16 giugno 2007. È creato da Eylem Canpolat e Sema Ergenekon, che hanno anche firmato la sceneggiatura insieme a Pınar Ordu, Berfu Soner e Devrim Yıldız Özdemir, diretto da Tarık Alpagut e Kemal Uzun, prodotto da D Productions ed ha come protagonisti Songül Öden e Kıvanç Tatlıtuğ.

## Trama
Gümüş è una giovane ragazza che vive con la nonna a Smirne, dopo aver perso tutta la famiglia in un incidente stradale. Gumus sogna di diventare stilista. È segretamente innamorata di un suo lontano parente, Mehmet. Mehmet Sadoglu è un ragazzo che fa parte di una famiglia ricca che ha una ditta importante in commercio. Un giorno, Nihal, la fidanzata di Mehmet, mentre sul ciglio di una strada, lo avvisa che stanno aspettando un bambino e quindi bisogna sposarsi; intenta a scambiarsi i posti per far guidare Mehmet, viene travolta da un camion e muore. Questo fatto travolge la vita di Mehmet che ha perso le speranze in tutto e cade in una grande e lunga depressione. Il nonno di Mehmet, che già rifiutava la storia con Nihal, cerca di rimediare facendolo sposare obbligatoriamente una loro parente: Gumus. Mehmet rifiuta assolutamente questo fatto e si mette contro il nonno, ribellandosi completamente, anche se il nonno e la mamma lo obbligano, scappa nel giorno di nozze, lasciando Gumus da sola sull'altare ferendola, anche se lei non ha colpe. Il babbo di Mehmet cerca di farlo ritornare in sé e tutti gli spiegano di cercare di non andare contro il nonno che lo avrebbe privato di tutto. Mehmet cerca di convivere con questa situazione, anche se continua a ferire Gumus e a trattarla in modo brutale, mostrandole costantemente le differenze economiche e sociali tra loro due. Gumus viene consolata dalla nonna che deve molti favori al nonno di Mehmet, Fikri. Anche la zia di Mehmet, Gulsun, diventa amica di Gumus e cerca di farla diventare una donna di classe come tutte le donne della famiglia, inoltre la consola alle prediche e ai maltrattamenti che Gumus subisce anche dalla suocera Seref. Con il passare degli eventi Gumus riesce a conquistare Mehmet che si innamora perdutamente di lei tanto da dimenticare la sua ex defunta, e riuscire a diventare la sua donna. Inoltre riesce ad entrare nel mondo del lavoro divenendo una grande stilista di successo e creando un suo marchio, Gumus, che diventa molto famoso tanto da aprire un negozio di moda con un socio, Engin, senza richiedere nessun aiuto di Mehmet o della famiglia Sadoglu.

## Episodi
| Stagione         | Episodi | Prima TV Turchia | Prima TV Italia |
| ---------------- | ------- | ---------------- | --------------- |
| Prima stagione   | 21      | 2005             | inedita         |
| Seconda stagione | 40      | 2005-2006        | inedita         |
| Terza stagione   | 39      | 2006-2007        | inedita         |

## Personaggi e interpreti
- Gümüş Şadoğlu, interpretata da Songül Öden.
- Mehmet Şadoğlu, interpretato da Kıvanç Tatlıtuğ.
- Mehmet Fikri, interpretato da Güngör Bayrak.
- Esra, interpretata da Funda İlhan.
- Pınar, interpretata da Ayça Varlıer.
- Onur, interpretato da Serdar Orçin.
- Defne, interpretata da Kayra Simur.
- Gülsün, interpretata da Laçin Ceylan.
- Bahar, interpretata da Sevinç Gürsen Akyıldız.
- Gökhan, interpretato da Kamil Güler.
- Berk, interpretato da Soydan Soydas.
- Safiye, interpretata da Ayla Arslancan.
- Tarık, interpretato da Tarık Ünlüoğlu.
- Tuğçe, interpretato da Sema Mumcu.
- Zeynep, interpretata da Türkan Kılıç.
- Emir, interpretato da Barış Bağcı.
- Ahmet, interpretato da Cüneyt Çalışkur.
- Alper Düzen.
- Nihan, interpretata da Hilal Uysun.
- Ilker, interpretato da Barış Hayat.
- Mehmet Can, interpretato da Burak Yavas.
- Gökhan, interpretato da Kamil Güler.
- Orhan, interpretato da Uğur Aslan.
- Rukiye, interpretata da Yeliz Başlangiç.
- Engin, interpretato da Emre Karayel.
- Levent, interpretato da Tayfun Eraslan.
- Osman, interpretato da Hikmet Karagöz.
- Kader, interpretata da Elif Aksar.
- Didem, interpretata da Cansın Özyosun.
- Berk II, interpretato da Faik Ergen.
- Cihan, interpretato da Murat Onuk.
- Dilruba, interpretata da Füsun Erbulak.
- Billur, interpretata da Zuhal Tasar Gökhan.
- Kenan, interpretato da Erdal Cindoruk.
- Selim, interpretato da Göktug Alpasar.
- Nilüfer, interpretata da Yonca Oskay.
- Beril, interpretata da Meltem Ören.
- Derin, interpretata da Dilek Serbest.
- Köylü, interpretato da Murat Akdağ.
- Dilek, interpretata da Çiğdem Batur.

## Distribuzione

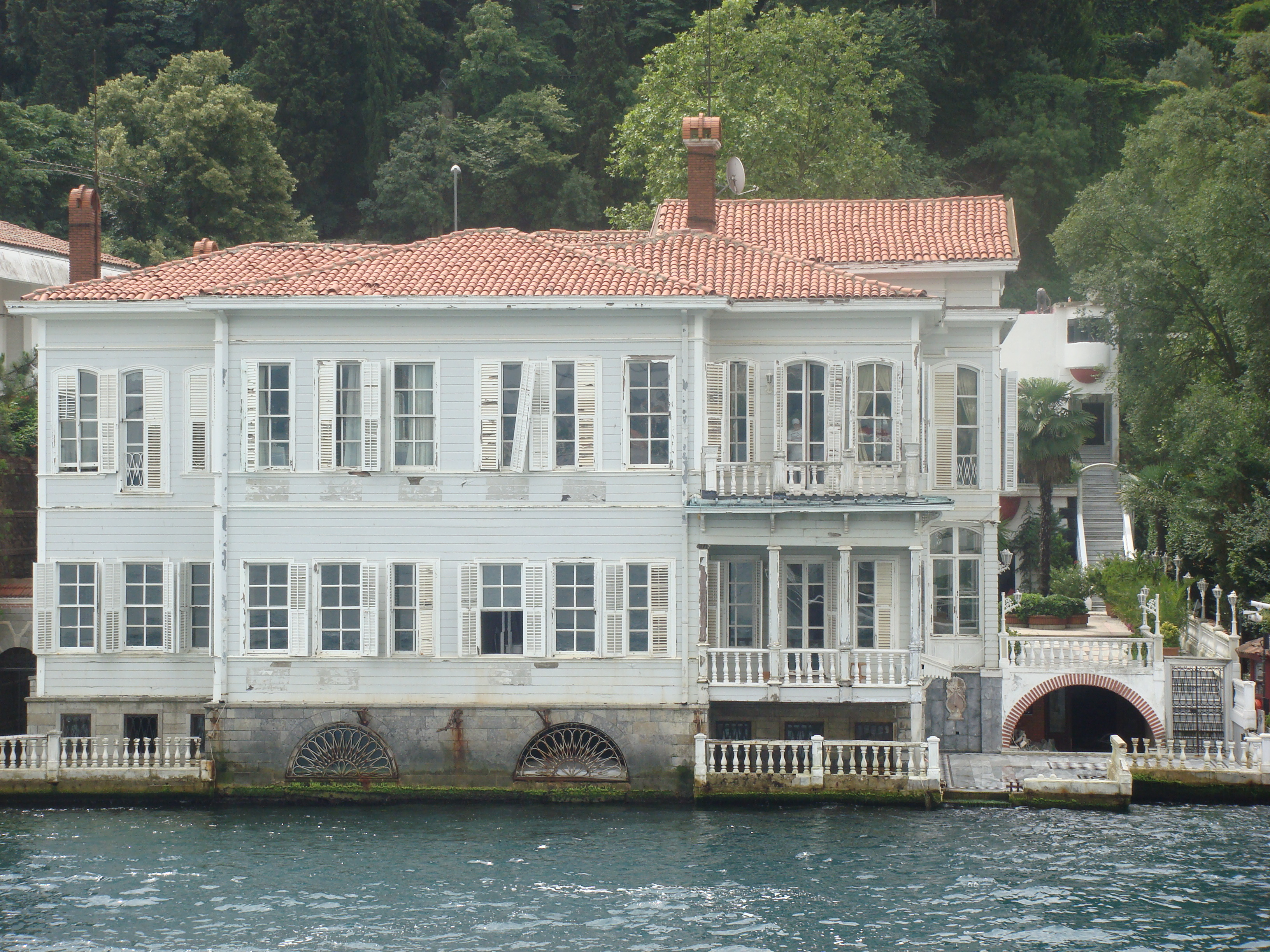
Il palazzo in cui è ambientata la serie.

### Turchia
In originale la serie è andata in onda su Kanal D dal 20 gennaio 2005 al 16 giugno 2007: la prima stagione è stata trasmessa dal 20 gennaio al 23 giugno 2005, la seconda stagione è stata trasmessa dall'8 settembre 2005 al 28 giugno 2006, mentre la terza stagione è stata trasmessa dal 9 settembre 2006 al 16 giugno 2007.
Composizione puntate
In originale la serie è composta da tre stagioni di 100 puntate, ognuna delle quali ha una durata di 90 minuti circa: la prima stagione comprende le prime 21 puntate (puntate 1-21), la seconda stagione 40 (puntate 22-61), mentre la terza stagione le rimanenti 39 (puntate 62-100).

## Accoglienza

### Ricezione
Nel 2006 la serie è andata in onda sotto il titolo di Noor sulla rete araba MBC. Ha avuto molto successo in una ventina di paesi arabi e in Arabia Saudita, più di 85 milioni di telespettatori si sono sintonizzati sull'ultima puntata. La sua trasmissione al pubblico arabo è stata circondata da polemiche e dibattiti. I leader musulmani più conservatori dell'Arabia Saudita hanno definito la serie anti-islamica e hanno persino chiesto che non fosse vista. Durante la trasmissione della serie è scoppiata anche un'ondata di divorzi.
Anche in Bulgaria la serie è molto popolare e ogni episodio è visto da almeno 2 milioni di telespettatori. Grazie alla sua popolarità, Songül Öden è andata in Bulgaria ed è stata ospite nei programmi televisivi bulgari Dancing Stars 2 e Slavi Show. Nel 2011 ha anche visitato l'Albania come ospite al festival Kënga Magjike. È sopra la media in Pakistan ed è andato in onda su Geo TV ma è stato spostato su Geo Kahani in Pakistan ed è stata trasmessa anche in Macedonia. La serie è stata trasmessa anche in Romania tramite Kanal D con il titolo Lubire de Argint e sul canale televisivo bulgaro BTV con il titolo Перла.